# パン・アフリカ主義

汎アフリカ旗。流した血の赤色、肌の黒色、大地の緑色からなる三色旗。独立を維持したエチオピアの国旗の赤・黄・緑を汎アフリカ色とすることもある

パン・アフリカ主義（パン・アフリカしゅぎ、Pan-Africanism）は、アフリカ大陸の住民及び、全世界に散らばったアフリカ系住民の解放及び連帯を訴えた思想。アフリカ諸国独立のきっかけとなり、アフリカ諸国連合、アフリカ統一機構およびその後継機関のアフリカ連合を生み出す精神的母体となった。

## 起源
パン・アフリカ主義は19世紀末、アフリカ大陸から奴隷貿易で連れて来られたアフリカ人の子孫である、アメリカ合衆国及びカリブ海地域の黒人たちによって、自らのアイデンティティーを求める運動として始まった。
1900年、トリニダード・トバゴ出身の弁護士ヘンリー・シルベスター・ウィリアムズがパン・アフリカ会議をロンドンで開催。
その後一時停滞した後、W・E・B・デュボイスが1919年にパン・アフリカ会議（第二次）をパリで開催。1921年、1923年、1927年にも立て続けに開催された。1935年、アフリカ最古の独立国・エチオピアがイタリアに侵略されると（第二次エチオピア戦争）、欧米在住のアフリカ系住民からエチオピア支援の声が沸き起こり、パン・アフリカ主義は勢いを増していった。

## 最盛期
1945年10月、第5回パン・アフリカ会議がマンチェスターで開催された。この会議では従来の欧米在住者に加え、クワメ・エンクルマやジョモ・ケニヤッタなど、アフリカ大陸からの参加者が多数参加し、以後パン・アフリカ主義はアフリカ大陸に根付き、各植民地の独立運動の精神的支柱となっていった。

## 独立後
独立時には、クワメ・エンクルマやギニアのセク・トゥーレ、マリ共和国のモディボ・ケイタなどがアフリカ諸国連合を結成するなどパン・アフリカ主義に基づくアフリカ合衆国構想を支持した指導者も多かったが、指導者間の足並みの乱れや各植民地の内情の違い、分離独立派の指導者も数多くいたことなどから、結局アフリカは50近い国々に分立することとなった。
1963年にアフリカの統一をめぐって対立したカサブランカ・グループとモンロビア・グループを仲裁したエチオピアのハイレ・セラシエ1世によってアフリカ統一機構（OAU）が成立したことはパン・アフリカ主義の勝利ではあったが、各国の協調は図られているとは言いがたく、また各国はそれぞれ苦難の道のりを歩んでおり、パン・アフリカ主義の理想にはまだ遠い。しかし、2002年にOAUの発展解消によりアフリカ連合（AU）が創設されるなど、パン・アフリカ主義は未だに影響力を持っている。